# Eriopyga proxima
Eriopyga proxima là một loài bướm đêm trong họ Noctuidae.